# Этне
Этне (норв. Etne) — коммуна в губернии Хордаланн в Норвегии. Административный центр коммуны — город Этнешёэн. Официальный язык коммуны — нюнорск. Население коммуны на 2007 год составляло 3852 чел. Площадь коммуны Этне — 735,42 км², код-идентификатор — 1211.

## История населения коммуны
Население коммуны за последние 60 лет.

Статистика коммуны Этне

## Достопримечательности
- Заброшенный автомобильный мост англ. Eintveit Bridge. Построен в 1962 году, но до настоящего времени дорога к нему так и не проложена. Строительство обошлось в 10 000 крон[3]. В связи с тем, что дорога в этих местах так и не появилась, несколько близлежащих поселений лишились своих жителей, которые возлагали большие экономические надежды на неё и на новый мост[4].